# Йоасаф II Константинополски
Йоасаф II Великолепният (на гръцки: Ιωάσαφ Β΄ ο Μεγαλοπρεπής) e Вселенски патриарх е в края на управлението на Сюлейман Великолепни.

## Биография
Учи в Янина, а след това в Нафплио овладявайки няколко чужди езика – арабски, персийски и османотурски език. През 1535 година е ръкоположен за епископ на Одрин от патриарх Йеремия I. 
След смъртта на патриарх Дионисий II Константинополски е избран за вселенски патриарх през юли или август 1556 г.  Йоасаф е най-известен с мерките за насърчаване на просветата сред духовенството, реформирането на администрацията и активите на Православната църква, както и с подобряване на финансовото бреме, т.к. при управлението му дълговете на Патриаршията се стопяват наполовина. Той също започва голямо преустройство с разширение на Патриаршеския дворец. Благодарение на тези си постижения получава прозвището Великолепният (на гръцки: ὁ Μεγαλοπρεπής). 
През 1556 г. основава в Константинопол Патриаршеско училище, предшественик на Великата народна школа. На следващата година е възстановена по настояване на великия везир Мехмед паша Соколович старата Печка патриаршия от времето на цар Стефан Душан.
Йоасаф проявява интерес към протестантската Реформация и по-специално към лутеранството, като за целта през 1558 г. изпраща до Витенберг сръбския дякон Димитър Мусос или Солунски (Димитрие Любавич) за събиране на информация. През 1559 г. лутеранският богослов на Филип Меланхтон му пише писмо с гръцкия превод на Аугсбургската изповед, но това няма ефект върху православието.  Някои учени обаче се съмняват че писмото на Меланхтон е пристигнало в Константинопол. 
Йоасаф е високомерен към духовенството и заради независимото управление на финансите на Патриаршията си създава много противници сред гръцката общност. В 1557 година заявява на княз Иван IV в Москва, че ще потвърди царската титла на руския самодържец. В 1561 година изпраща Грамота за даване на царска титла на московския велик княз. За този си самоволен акт е свикан нарочен поместен синод който обсъжда въпроса и обвинява Йоасаф че е изпратил в Русия фалшив синодален и самоволен документ с цел лично облагодетелстване. В резултат от гръцката интрига е свален като патриарх от синода в състав от шестдесет епископи на 15 януари 1565 г. и е заточен в Света гора.
Малко след детронирането му е възстановен като митрополит на Одринската епархия, където остава до служи до смъртта си.